# مدرسه عالی فناوری ایشیکاوا

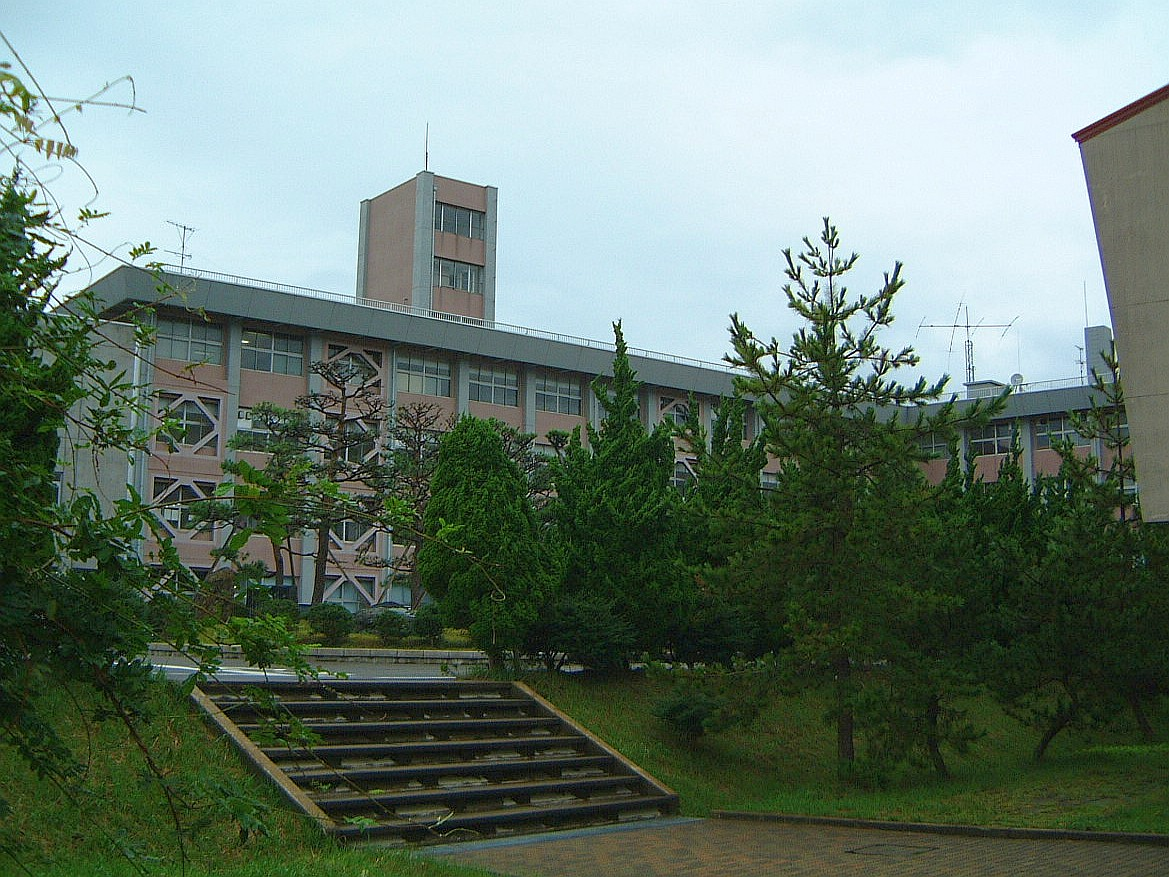
نمایی از مدرسه عالی فناوری ایشیکاوا در ژاپن - ۲۰۰۵

مدرسه عالی فناوری ایشیکاوا (به ژاپنی: 石川工業高等専門学校 - تلفظ: ایشیکاوا کوگیو کوتو سن مون گاکو)* که به اختصار مدرسه فنی ایشیکاوا (به ژاپنی: 石川高専 - تلفظ: ایشیکاوا کوسن) نیز نامیده می‌شود، یک مؤسسه آموزش عالی فناوری در استان ایشیکاوا (بخش کاهوکو، شهر تسوباتا) است. این مدرسه عالی فناوری در سال ۱۹۶۵ تأسیس گردیده و یکی از ۵۴ مدرسه عالی فناوری تحت نظرات دولت ژاپن می‌باشد. این کالج به دلیل موقعیت جغرافیایی و امکانات ویژهٔ آموزشی، نقش ویژه‌ای در بخش صنعت استان ایشیکاوا بر عهده دارد.

## تاریخچه
- تأسیس دانشگاه با سه دانشکده برق، معماری و مکانیک (سال ۱۹۶۵)
- تأسیس دانشکده عمران (سال ۱۹۷۰)
- تأسیس دانشکده IT و کامپوتر (سال ۱۹۸۷)
- تأسیس دانشکده شهر سازی و ادغام دانشکده معماری در آن (سال ۱۹۹۴)
- تأسیس مقطه پیشرفته برای دو دانشکده برق و عمران و شهر سازی (۲۰۰۰)
- استقلال یافتن از مدیریت دولتی و تبدیل شدن به مؤسسه آموزش عالی تحت نظرات دولت (سال ۲۰۰۴)
- عضو شدن به گروه موسسات اموزش عالی مهندسی سراسر ژاپن JABEE (سال ۲۰۰۶)

## دانشکده‌ها
- دانشکده برق
- دانشکده مکانیک
- دانشکده IT و کامپوتر
- دانشکده عمران و شهرسازی
- دانشکده محیط شهری
- دانشکده مکاترونیک (مقاطع بالا)

## برنامه‌های ویژه
- سفر علمی ددانشجویان سال اول
- روز توپ بازی بهار(ماه می)
- روز توپ بازی پائیز(ماه اکتبر)
- جشن بزرگ هنر و فرهنگ (ماه نوامبر)
- سفر تحقیقاتی دانشجویان سال چهارم(ماه نوامبر)

## نحوی دسترسی
- با قطار از ایستگاه کانازاوا

با خط JR-هوکوریکو هون سن به سمت نانو یا تویاما ایستگاه تسوباتا
- با ماشین

از طریق اتوبان کشوری کانازاوا موریموتو (北陸自動車道金沢森本IC) حدود ۱۰ دقیقه به سمت تویاما